# Никитск (деревня)
Никитск — деревня в Медынском районе Калужской области России. Входит в состав сельского поселения «Село Никитское».

## География
Деревня находится в северной части Калужской области, в зоне хвойно-широколиственных лесов, в пределах южного склона Смоленско-Московской возвышенности, к северу от автодороги 29Н-300, на расстоянии примерно 26 километров (по прямой) к северу от города Медыни, административного центра района. Абсолютная высота — 212 метров над уровнем моря.
Климат
Климат населённого пункта характеризуется как умеренно континентальный, с чётко выраженными временами года. Среднегодовая многолетняя температура воздуха составляет 3,5 — 4,2°С. Абсолютный минимум температуры самого холодного месяца (января) составляет −43 °C; абсолютный максимум самого тёплого месяца (июля) — +38 °С. Среднегодовое количество атмосферных осадков составляет около 620 мм. Снежный покров устанавливается в начале января и держится в течение 135—145 суток.
Часовой пояс
Деревня Никитск, как и вся Калужская область, находится в часовой зоне МСК (московское время). Смещение применяемого времени относительно UTC составляет +3:00.

## История
В XVII веке была среди вотчин, пожалованных Троице-Сергиевой лавре.
В 1782 году деревня Никитская вместе селом Алемна и другим деревня принадлежала Коллегии экономии синодального правления.
По данным на 1859 год Никитская — казённая деревня Медынского уезда, расположенная по левую сторону тракта из Медыни в Верею. В ней 41 двор и 277 жителей.
После реформ 1861 года вошла в Кременскую волость. Население в 1892 году — 341 человек, в 1913 году — 356 человек.

## Население
| 2002 | 2010 |
| ---- | ---- |
| 66   | ↘48  |

Половой состав
По данным Всероссийской переписи населения 2010 года в гендерной структуре населения мужчины составляли 43,8 %, женщины — соответственно 56,2 %.
Национальный состав
Согласно результатам переписи 2002 года, в национальной структуре населения русские составляли 100 % из 66 чел.